# Himbeerketon
Himbeerketon, auch Rheosmin genannt, ist eine chemische Verbindung aus der Stoffgruppe der Ketone. Es ist in Himbeeren enthalten und als sogenannte Character-Impact-Verbindung für den typischen Geruch der Früchte verantwortlich.

## Vorkommen

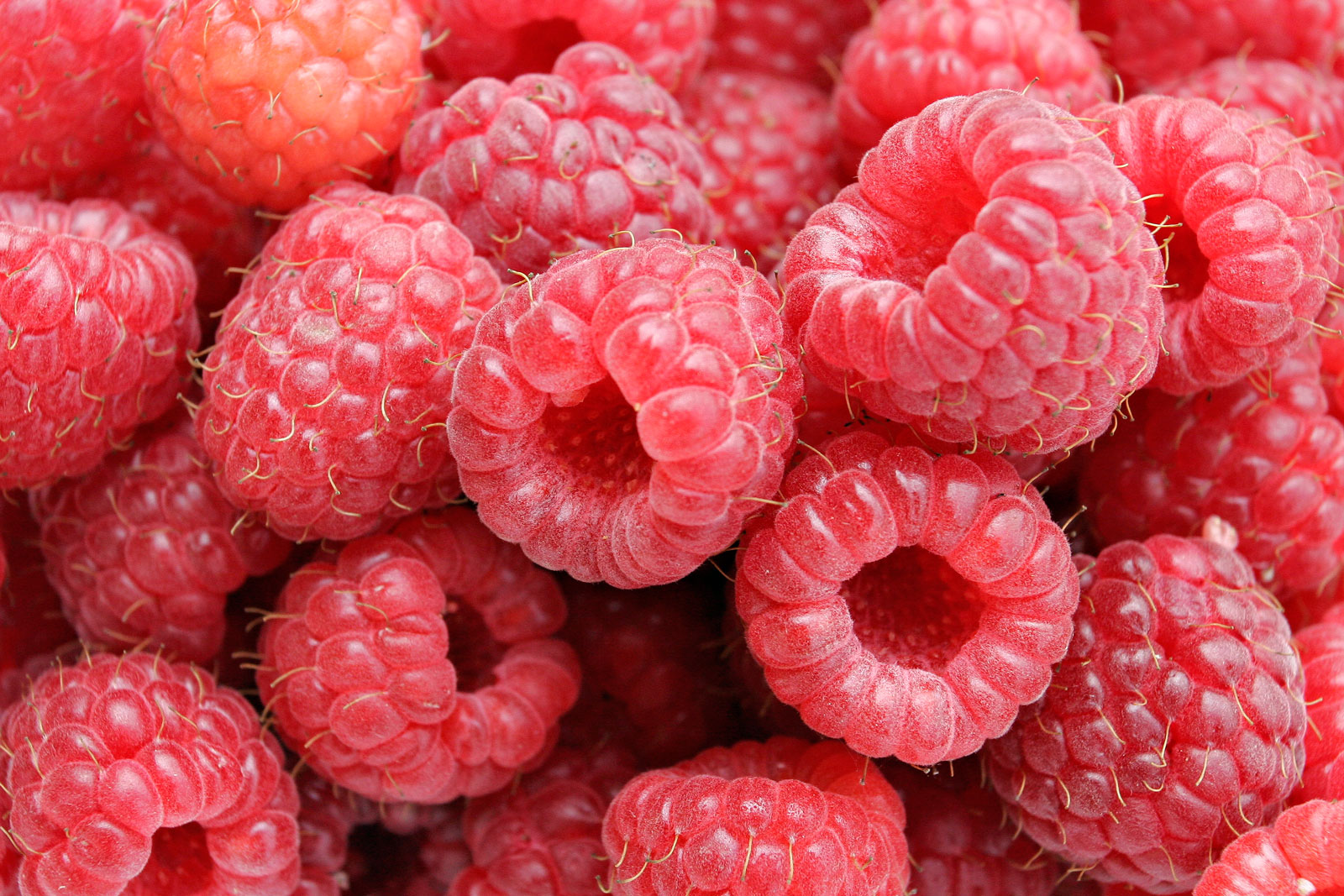
Himbeeren

Himbeerketon ist die Hauptgeruchskomponente in Himbeeren (Rubus idaeus). Das natürliche Himbeeraroma wird jedoch durch etwa 250 weitere Substanzen (meist Alkohole wie Linalool und Geraniol, Ketone wie Jonon, Aldehyde oder Lactone) hervorgerufen.
Himbeerketon liegt in Himbeeren, Großfrüchtigen Moosbeeren (Vaccinium macrocarpon), Brombeeren (Rubus) und Loganbeeren (Rubus loganobaccus) daneben auch als Glucosid Lindleyin bzw. Isolindleyin vor. Das Keton kommt auch im Tabakrauch vor, wobei es im Tabak selbst nicht gefunden wurde.

## Darstellung
Himbeerketon wird durch eine Aldolkondensation von 4-Hydroxybenzaldehyd mit Aceton und anschließender Hydrierung des gebildeten 4-(4-Hydroxyphenyl)-3-buten-2-on hergestellt.

## Anwendung
Himbeerketon wird zur Aromatisierung von Lebensmitteln eingesetzt. Eine weitere Anwendungsmöglichkeit liegt in der Verwendung als Insektenlockstoff.

### Schlankheitsmittel
Himbeerketonhaltige Präparate werden auch als Schlankheitsmittel angeboten. Zunehmend bekannt wurden diese Produkte seit 2012, als in der US-amerikanischen The Dr. Oz Show der umstrittene amerikanisch-türkische Chirurg Mehmet Oz himbeerketonhaltige Präparate als Wundermittel angepriesen hatte. Seitens der deutschen Verbraucherzentralen wird von der Einnahme derartiger Präparate abgeraten und vor möglichen unangenehmen bis gefährlichen Nebenwirkungen gewarnt.
2018 wurde in Online-Werbeanzeigen behauptet, bestimmte himbeerketonhaltige „Diät-Wundermittel“ hätten in der Fernsehsendung Die Höhle der Löwen angeblich den größten Deal der Geschichte erhalten. Diese Behauptung wurde als Schwindel entlarvt, die Produkte wurden dort niemals vorgestellt. Bereits ein Jahr zuvor waren zu demselben Produkt Werbeanzeigen in Facebook geschaltet worden, welche behaupteten, die Reality-Show-Darstellerin Daniela Katzenberger habe damit abgenommen, was ebenfalls ein Schwindel war.